# Artemisia caruifolia
Artemisia caruifolia — вид квіткових рослин з родини айстрових (Asteraceae). Поширення: Непал, Індія, Китай, Корея, В'єтнам. Населяє береги річок, заплави, узбіччя доріг, зовнішні лісові узлісся, каньйони, прибережні пляжі; від низьких до високих висот.

## Біоморфологічна характеристика
Це однорічна або дворічна трав'яниста рослина заввишки 30–150 см, сильно розгалужена, гола. Прикореневе та нижнє стеблове листя зазвичай в'януть до цвітіння. Середнє стеблове листя на ніжках 5–10 мм; листова пластинка довгаста, довгасто-яйцеподібна або еліптична, 5–15 × 2–5.5 см, знизу зелена, 2- або 3-перисторозсічена; сегменти 4–6 пар, гребінчасті або ланцетні; часточки гребінчасті, гостро або загострено-пилчасті; рахіс пилчастий. Найбільш верхнє листя та листоподібні приквітки 1(або 2)-перисто-розсічені та гребінчасто-розсічені. Синцвіття — помірно широка волоть. Квіткові голови численні. Обгортка напівсферична, 3.5–7 мм у діаметрі; листочки обгортки довгасті, променеподібно розлогі або ні, лускатий край жовтий. Крайових жіночих квіточок 10–20. Дискових квіточок 30–40, двостатеві; віночок жовтуватий, ≈ 1.8 мм. Сім'янка довгаста або еліпсоїдна, ≈ 1 мм. Цвітіння та плодіння: червень — вересень.